# Korsberga station
Korsberga station i Korsberga i Hjo kommun var en station vid Hjo-Stenstorps Järnväg. Stationen invigdes den 12 november 1873 och lades ner den 1 september 1967. Från stationen gick ett stickspår till Korsberga kullar där man hämtade stora delar av gruset som behövdes för banans underhåll.

## Korsberga tegelbruk

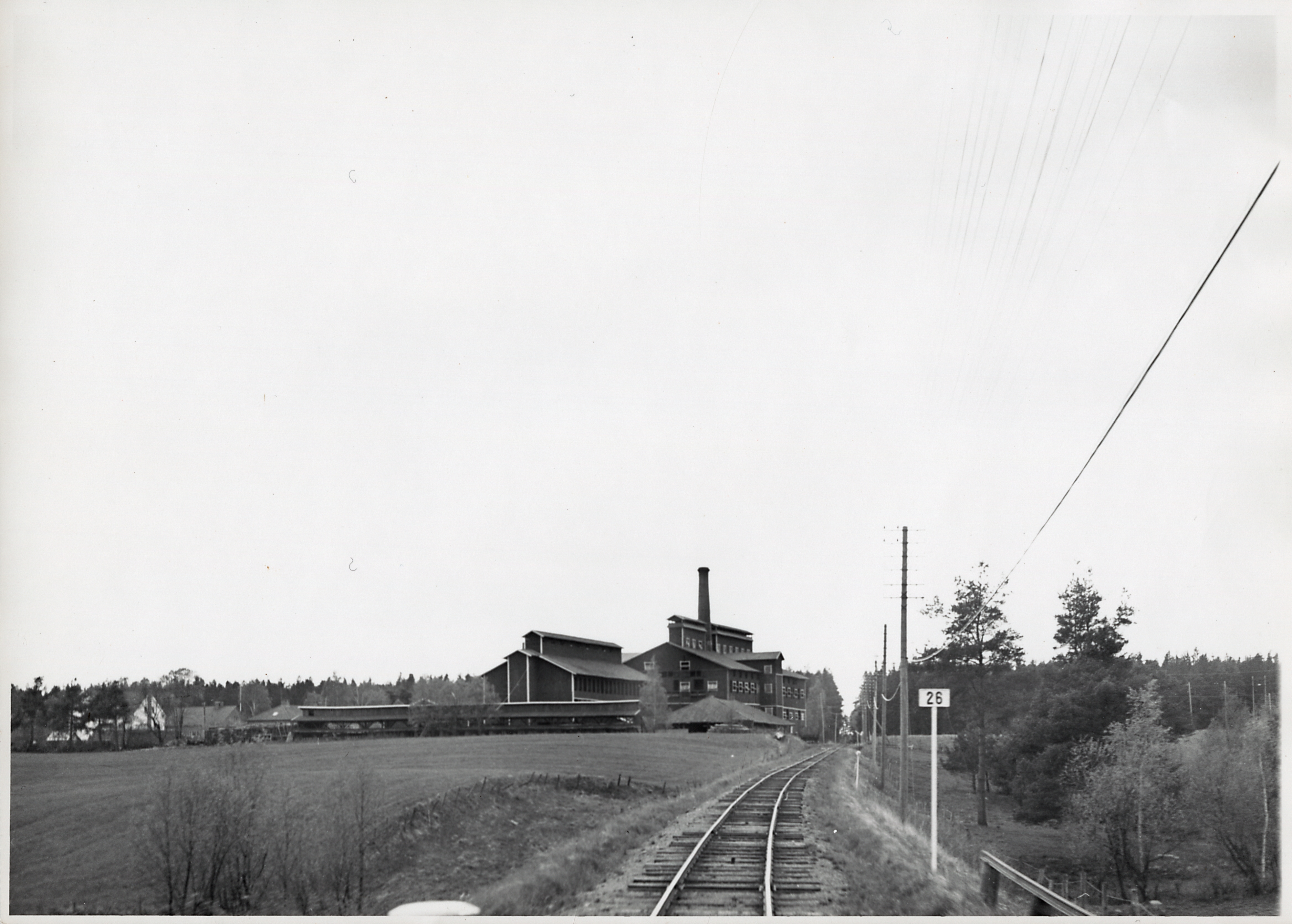
Korsberga tegelbruk längs med spåret mot Hjo.

Strax öster om Korsberga samhälle passerade järnvägen strax intill Korsberga tegelbruk som hade startats kring 1870. Ett kort lastspår byggdes vid bruket på 1920-talet. De lastade vagnarna drogs med häst fram till Korsberga station. Bruket hade också en egen industribana av Decauville-typ för lertransporter mellan lertaget och bruket. 